# Валентин Водник
Валентин Водник (Шишка, 3. новембар 1758 — Љубљана, 8. јануар 1819) је био словеначки песник, новинар и свештеник.

## Биографија
Гимназију и богословију завршио је у Љубљани као фрањевачки ђак. По завршеном школовању постаје свештеник и служи по разним местима Крањске. Познанство са бароном Жигмундом Цојсом, чувеним и заслужним меценом словеначких књижевника, био је важан догађај у Водниковом животу. Као и многе друге, Цојс је и Водника потстакао на јавни рад и обилато га помагао. На његово заузимање, Водник је прво издао календар (Велика пратика), а када је дошао у Љубљану (Љубљанске новице), прве словеначке новине. Календар је садржао забавно и поучно штиво за народ, поред неколико лаких и поучних песама, испеваних у народном духу. У Љубљани је Водник постао наставник, а за време Наполеонове владе управитељ љубљанске гимназије. Његова књижевна делатност нарочито је плодна и разноврсна у доба Наполеонове Илирије.
У време националног препорода, када почиње да се ствара права национална књижевност на народном језику, Водник се трудио да одговори тим потребама. Он је, као и Доситеј Обрадовић, био практичног духа, подстрекач народне свести и просветитељ најширих народних слојева. Зато је с разлогом назван оцем словеначке књижевности. Издавао је новине и календаре, писао историју Крањске, словеначки буквар, граматику и речник, веронауку, француску граматику и списе из археологије и нумизматике. Тим својим радом Водник је будио патриотизам код свог народа и припремао га за културни препород.
Бавио се и песништвом. Његове збирке песама су: „Pesmi za pokušino“ (За покушај) и „Pesmi za brambovce“ (За домобранце). То су просте и лаке песме, испеване кратким стихом и једноставним ритмом. Оне су поучне садржајем, родољубиве и каткад веселе. У рукопису је оставио превод Анакреонових песама. Најзначајнија је његова песма „Ilirija oživljena“, пуна полета и родољубља, којом слави Наполеона као творца Илирије.